# Suez Canal Stadium
Das Suez Canal Stadium (arabisch ملعب قناة السويس, DMG Malʿab Qanāt as-Suwais, auch Suez Canal Authority Stadium genannt) ist ein Fußballstadion mit Leichtathletikanlage in der ägyptischen Stadt Ismailia. Das Stadion ist Eigentum der staatlichen Suez Canal Authority (SCA), Betreiber und Verwalter des Suezkanals. Die Spielstätte gehört, wie u. a. die Sporthalle El Qanah Stadium Hall mit 2300 Plätzen, ein Sportbad mit olympischen Maßen und eine Anlage zum Wasserspringen sowie ein Hockeystadion (500 Plätze), zum Sportkomplex der SCA. Bisher gibt es keinen Fußballverein, der die Sportstätte mit 21.000 Plätzen für seine Heimspiele nutzt.

## Geschichte
Die Anlage wurde auf dem Grund des alten Suez Canal Stadium errichtet. 2019 begannen die Abrissarbeiten an der alten Sportstätte mit 10.000 Plätzen. Es wurde ein moderner und größerer Bau geplant. Mitte Juni 2019 wurde mit den Bauarbeiten begonnen und sie sollten 2021 abgeschlossen sein, aufgrund der COVID-19-Pandemie gab es Verzögerungen im Zeitplan. In den Bau wurden 500 Mio. Ägyptische Pfund (rund 15,3 Mio. Euro) investiert. In der Bauzeit entstanden um das Stadion auch mehrere Sportplätze, Park- und Hubschrauberlandeplätze sowie eine Moschee. Das Stadionrund ist in vier einzelne Tribünenabschnitte (die überdachte Haupt- und die Gegentribüne sowie die beiden Kurven) aufgeteilt. Die Haupttribüne verfügt über Logen, darunter die exklusive, mit Panzerglas ausgestattete Präsidentenloge. Auf ihr befinden sich auch rollstuhlgerechte Plätze. Die blaue, achtspurige Kunststoffbahn umschließt das Spielfeld aus Hybridrasen. Auf den Kurven thront jeweils eine Videowand. Das Flutlicht wurde auf vier Masten um das Stadion aufgestellt. Die Kunststoffsitze in den Farben Weiß, Hellblau und Dunkelblau sind in Form eines Mosaiks auf den Rängen verteilt. Auf der Gegentribüne sind mit gelben Sitzen die Buchstaben SCAS (für Suez Canal Authority Stadium) dargestellt.
Der hintere Teil der Haupttribüne verfügt über vier Umkleideräume für die Spieler, eine Sauna sowie einen Whirlpool. Des Weiteren bieten sich Schiedsrichterräume, VAR-Einrichtungen, Fitnessstudio, medizinische Einrichtungen, Presse- und Kommentatorenkabinen, ein Konferenzraum, Restaurants, ein Verwaltungsbereich sowie 60 Räume für Jugendfußballspieler. Die Anlage wurde nach den Anforderungen des nationalen Fußballverbandes Egyptian Football Association (EFA), der afrikanischen Confédération Africaine de Football (CAF) und des Weltverbandes FIFA gestaltet und ist für internationale Partien geeignet.
Das Stadion wie auch der erweiterte Sportkomplex wurden am 8. September 2022, anlässlich eines Besuchs des Staatspräsidenten Abd al-Fattah as-Sisi, feierlich eröffnet.
Das Suez Canal Stadium ist eines von drei Stadien der U-20-Fußball-Afrikameisterschaft 2023, die vom 19. Februar bis zum 11. März des Jahres in Ägypten stattfindet.